# Bitwa pod Burkatowem (1762)
Bitwa pod Burkatowem (niem. Schlacht bei Burkersdorf) – starcie zbrojne, które miało miejsce 21 lipca 1762 w trakcie trzeciej wojny śląskiej (części wojny siedmioletniej).
Oddziały pruskie ustawiły się w szyku bojowym w nocy. Rankiem pruskie działa rozpoczęły ostrzał. Pierwszym celem pruskiego ataku stała się austriacka kawaleria, która rozpierzchła się pociągając za sobą piechotę. Wtedy artyleria pruska rozpoczęła zmasowany ostrzał szańców austriackich. Jednocześnie piechota uderzyła z flanki i od frontu na pozycje nieprzyjaciela zdobywając je po krwawej walce.
Bitwa zakończyła się porażką Austriaków i ich odwrotem. Podobnie jak w bitwach pod Krefeld (Krefeld) i Torgau Prusacy nie atakowali w linii, lecz w trzech samodzielnych kolumnach, które miały do wypełnienia własne zadania taktyczne.
Austriacy stracili w bitwie 1373 ludzi, a Prusacy około 1700.